# 13772 Livius
13772 Livius (1998 SV163) là một tiểu hành tinh vành đai chính được phát hiện ngày 18 tháng 9 năm 1998 bởi E. W. Elst ở Đài thiên văn Nam Âu.